# 卢祖埃
卢祖埃（法語：Louzouer）是法国卢瓦雷省的一个市镇，位于该省东北部，属于蒙塔基区。该市镇总面积11.23平方公里，2009年时的人口为264人。

## 人口
卢祖埃人口变化图示